# Margarete Rupricht
Margarete Rupricht (* 5. Juni 1871 in Breslau; † wahrscheinlich 1932) war eine deutsche Theaterschauspielerin.

## Leben
Rupricht, die Tochter eines Hoffotografen, wurde bereits mit 14 Jahren für das Theater ausgebildet und begann ihre eigentliche Bühnenlaufbahn 1886 am Thaliatheater in Hamburg als Naive, woselbst sie zehn Jahre verblieb (später ins Fach der jugendlichen Salondamen ging). Von 1896 bis 1899 wirkte sie am Berliner Theater und am Theater des Westens, beteiligte sich 1898 und 1899 auch am Bockschen Ensemble in Petersburg, brachte 1899 und 1900 als gastierende Künstlerin zu, war hierauf ein Jahr am Deutschen Theater in Hannover, woselbst sie in ganz hervorragender Stellung sich betätigte, um sodann wieder vorzugsweise nur als Gast aufzutreten.
Die Künstlerin dehnte ihre Gastspielreisen bis nach Russland aus und immer wieder fanden ihr Können und ihr Talent gerechte Anerkennung.
Sie betätigte sich im Fach der ersten Liebhaberinnen und Salondamen in bester Weise, und stets gab sie überzeugende Proben ihres feinen Humors, ihrer Liebenswürdigkeit, Natürlichkeit und Bühnengewandtheit. Eifrig bestrebt, mit dem Zeitgeist fortzuschreiten, erweiterte sie nach Tunlichkeit ihr Repertoire. Besonders hervorgehoben seien ihre Leistungen in Heimat, Mission („Frau Lucius“), Zaza, Johannisfeuer („Marikke“), Francillon, Goldfische, Tropfen Gift etc.